# Jean Alexandre
Pour les articles homonymes, voir Jean Alexandre (homonymie) et Alexandre.
 (mai 2024).
Jean Alexandre, né le 25 décembre 1925 à Liège et mort le 1er février 2012, est un géographe belge, spécialisé dans les domaines de la géomorphologie et de la climatologie.

## Carrière
Professeur de géographie à l'Université d'Élisabethville / Lubumbashi de 1957 à 1968, il est nommé en 1968 professeur associé dans le service du professeur Macar à l'Université de Liège, qui lui confie le cours de climatologie. En 1976 il succède au professeur Macar comme titulaire des cours de climatologie, d'hydrologie et de géomorphologie intertropicale. Le laboratoire fonctionne sous sa direction jusqu'en octobre 1991, avec la réalisation de nombreux mémoires.
Membre de l'Académie royale des sciences d'outre-mer, il est également le fondateur de la revue Geo-Eco-Trop avec son épouse, Sybilla Pyre.
Il a publié divers articles et plusieurs ouvrages de géographie, notamment Les cuirasses latéritiques et autres formations ferrugineuses tropicales : exemple du Haut Katanga méridional.